# 4173 Thicksten
4173 Thicksten је астероид главног астероидног појаса чија средња удаљеност од Сунца износи 2,358 астрономских јединица (АЈ).
Апсолутна магнитуда астероида је 13,1.